# Henry Aldrich
Henry Aldrich (1647–1710) fue un teólogo y filósofo inglés.

## Biografía
Henry Aldrich fue educado en la escuela Westminster bajo el Dr Richard Busby. En 1662, ingresó a la iglesia cristiana de Óxford y en 1689 se convirtió en deán en sucesión del católico John Massey, quien había viajado al continente europeo. En 1692, fue vicecanciller de la universidad de Oxford. En 1702, fue asignado al cargo de rector de Wem en Shropshire, pero continuó residiendo en Oxford, donde murió el 14 de diciembre de 1710. Fue enterrado en la catedral de la iglesia cristiana sin ningún memorial, tal como él lo solicitó.